# Магдалена Кучерова
Магдалена Кучерова (нім. Magdalena Kučerová; нар. 6 жовтня 1976) — колишня німецька тенісистка.
Найвищу одиночну позицію світового рейтингу — 226 місце досягла 31 липня 2000, парну — 157 місце — 18 березня 2002 року.
Здобула 1 одиночний та 8 парних титулів.
Завершила кар'єру 2008 року.

## Фінали ITF
| Легенда         |
| --------------- |
| турніри $25,000 |
| турніри $10,000 |

### Одиночний розряд (1–2)
| Результат | Ранг | Дата             | Турнір                     | Покриття   | Суперниця         | Рахунок       |
| --------- | ---- | ---------------- | -------------------------- | ---------- | ----------------- | ------------- |
| Перемога  | 1.   | 30 серпня 1998   | Мілан, Італія              | Ґрунт      | Маріяна Ковачевич | 6–2, 3–6, 6–3 |
| Поразка   | 1.   | 18 жовтня 1998   | Сен-Рафаель (Вар), Франція | Тверде (i) | Катажина Новак    | 1–6, 6–7      |
| Поразка   | 2.   | 7 листопада 1999 | Сен-Рафаель, Франція       | Тверде (i) | Олівія Санчес     | 1–6, 6–1, 5–7 |

### Парний розряд (8–4)
| Результат | Ранг | Дата           | Турнір                            | Покриття  | Партнерка         | Суперниці                                 | Рахунок            |
| --------- | ---- | -------------- | --------------------------------- | --------- | ----------------- | ----------------------------------------- | ------------------ |
| Перемога  | 1.   | 22 червня 1997 | Таллінн, Естонія                  | Тверде    | Габріела Кучерова | Нора Кевеш Кірсі Лампінен                 | 6–4, 6–1           |
| Перемога  | 2.   | 10 серпня 1997 | Падерборн, Німеччина              | Ґрунт     | Габріела Кучерова | Забіне Луттер Катя Польманн               | 6–4, 6–2           |
| Перемога  | 3.   | 5 жовтня 1997  | Лангенталь, Швейцарія             | Килим (i) | Гелена Вілдова    | Діане Асенсіо Анґела Бюрґіс               | 7–5, 6–4           |
| Перемога  | 4.   | 14 грудня 1997 | Острава, Чехія                    | Килим (i) | Габріела Кучерова | Міхаела Паштікова Лібуше Прушова          | 6–3, 6–4           |
| Перемога  | 5.   | 23 серпня 1998 | Валашке Мезиржичі, Чехія          | Ґрунт     | Яна Поспішилова   | Катажина Теодорович Анна Бєлень-Жарська   | 6–3, 4–6, 7–6(7–5) |
| Поразка   | 1.   | 4 жовтня 1998  | Салоніки, Греція                  | Ґрунт     | Людмила Черванова | Елені Даніліду Хрістіна Пападакі          | 6–7(5–7), 6–4, 5–7 |
| Поразка   | 2.   | 20 грудня 1998 | Пругониці, Чехія                  | Килим (i) | Людмила Черванова | Ева Меліхарова Гелена Вілдова             | 6–4, 3–6, 4–6      |
| Поразка   | 3.   | 27 лютого 2000 | Бухен, Німеччина                  | Килим (i) | Людмила Ріхтерова | Адрієнн Хегюдюш Майке Каутстал            | 4–6, 2–6           |
| Перемога  | 6.   | 15 липня 2001  | Дармштадт, Німеччина              | Ґрунт     | Лідія Штайнбах    | Мілена Неквапілова Гана Шромова           | 6–1, 6–2           |
| Перемога  | 7.   | 12 серпня 2001 | Гехінген (Цоллернальб), Німеччина | Ґрунт     | Лідія Штайнбах    | Даніела Клеменшиц Сандра Клеменшиц        | 5–7, 6–2, 6–1      |
| Перемога  | 8.   | 28 жовтня 2001 | Ополе, Польща                     | Килим (i) | Лідія Штайнбах    | Мілена Неквапілова Гана Шромова           | 6–3, 6–2           |
| Поразка   | 4.   | 18 серпня 2002 | Інсбрук, Австрія                  | Ґрунт     | Лідія Штайнбах    | Гульнара Фаттахетдінова Марія Кондратьєва | 4–6, 6–4, 3–6      |